# Bâgé-le-Châtel
Bâgé-le-Châtel és un municipi francès situat al departament de l'Ain i a la regió d'Alvèrnia-Roine-Alps. L'any 2007 tenia 798 habitants.

## Demografia

### Població
El 2007 la població de fet de Bâgé-le-Châtel era de 798 persones. Hi havia 333 famílies de les quals 104 eren unipersonals (44 homes vivint sols i 60 dones vivint soles), 133 parelles sense fills, 80 parelles amb fills i 16 famílies monoparentals amb fills.
La població ha evolucionat segons el següent gràfic:
Habitants censats

### Habitatges
El 2007 hi havia 367 habitatges, 337 eren l'habitatge principal de la família, 9 eren segones residències i 21 estaven desocupats. 245 eren cases i 122 eren apartaments. Dels 337 habitatges principals, 199 estaven ocupats pels seus propietaris, 133 estaven llogats i ocupats pels llogaters i 5 estaven cedits a títol gratuït; 5 tenien una cambra, 38 en tenien dues, 58 en tenien tres, 91 en tenien quatre i 144 en tenien cinc o més. 231 habitatges disposaven pel capbaix d'una plaça de pàrquing. A 158 habitatges hi havia un automòbil i a 142 n'hi havia dos o més.

### Piràmide de població
La piràmide de població per edats i sexe el 2009 era:
| Homes | Edats   | Dones |
| ----- | ------- | ----- |
| 0     | 95 o +  | 8     |
| 8     | 90 a 94 | 8     |
| 8     | 85 a 89 | 20    |
| 0     | 80 a 84 | 16    |
| 16    | 75 a 79 | 16    |
| 16    | 70 a 74 | 16    |
| 16    | 65 a 69 | 24    |
| 16    | 60 a 64 | 16    |
| 20    | 55 a 59 | 16    |
| 28    | 50 a 54 | 12    |
| 32    | 45 a 49 | 28    |
| 52    | 40 a 44 | 52    |
| 20    | 35 a 39 | 24    |
| 12    | 30 a 34 | 12    |
| 24    | 25 a 29 | 8     |
| 20    | 20 a 24 | 16    |
| 28    | 15 a 19 | 20    |
| 44    | 10 a 14 | 28    |
| 24    | 5 a 9   | 24    |
| 8     | 0 a 4   | 12    |

## Economia
El 2007 la població en edat de treballar era de 486 persones, 345 eren actives i 141 eren inactives. Les 345 persones actives estaven ocupades(175 homes i 170 dones).. De les 141 persones inactives 54 estaven jubilades, 35 estaven estudiant i 52 estaven classificades com a «altres inactius».

### Ingressos
El 2009 a Bâgé-le-Châtel hi havia 327 unitats fiscals que integraven 724,5 persones, la mediana anual d'ingressos fiscals per persona era de 18.719 €.

### Activitats econòmiques
Dels 43 establiments que hi havia el 2007, 3 eren d'empreses extractives, 2 d'empreses alimentàries, 4 d'empreses de construcció, 10 d'empreses de comerç i reparació d'automòbils, 3 d'empreses de transport, 4 d'empreses d'hostatgeria i restauració, 3 d'empreses financeres, 1 d'una empresa immobiliària, 1 d'una empresa de serveis, 8 d'entitats de l'administració pública i 4 d'empreses classificades com a «altres activitats de serveis».
Dels 14 establiments de servei als particulars que hi havia el 2009, 1 era una oficina de correu, 2 oficines bancàries, 1 autoescola, 1 paleta, 1 lampisteria, 1 electricista, 2 perruqueries, 3 restaurants, 1 agència immobiliària i 1 saló de bellesa.
Dels 7 establiments comercials que hi havia el 2009, 1 era una gran superfície de material de bricolatge, 2 fleques, 2 carnisseries, 1 una botiga d'electrodomèstics i 1 una joieria.

## Equipaments sanitaris i escolars
El 2009 hi havia una escola elemental.

## Poblacions més properes
El següent diagrama mostra les poblacions més properes.